# Віковий дуб (Прилуки)
Вікови́й дуб — ботанічна пам'ятка природи місцевого значення в Україні. Розташована в межах міста Прилуки Чернігівської області, на вулиці Вокзальній, біля будинку № 36. 
Площа 0,01 га. Статус надано згідно з рішенням Чернігівського облвиконкому від 06.04.1971 року № 168; від 10.06.1972 року № 303; від 27.12.1984 року № 454; від 28.08.1989 року № 164; рішенням Чернігівської обласної ради від 22.12.2005 року. Перебуває у віданні КП електромереж зовнішнього освітлення «Міськсвітло». 
Статус надано для збереження одного екземпляра вікового дуба. Вік дерева — понад 250 років.

## Галерея

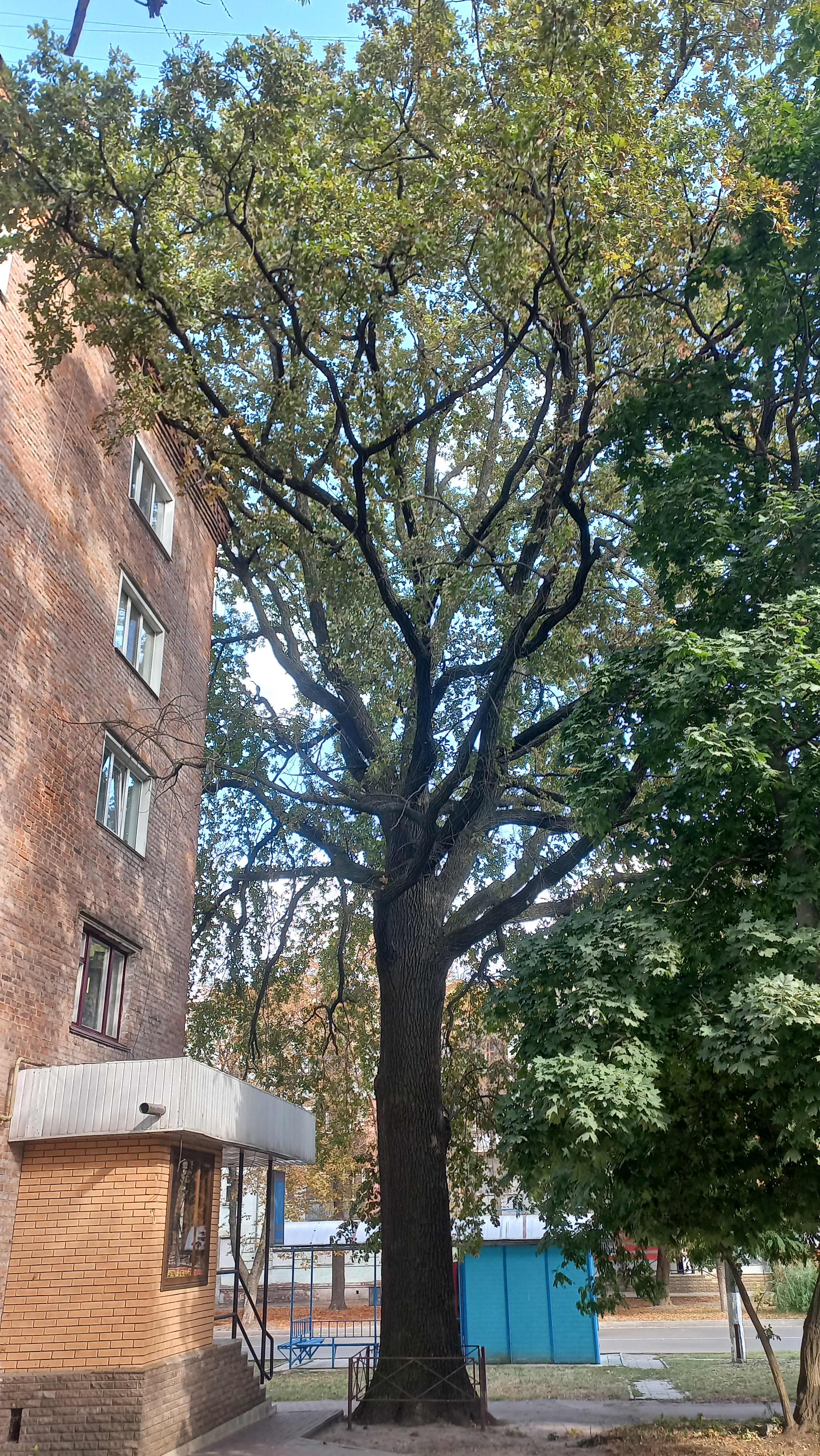